# Tenoya
Tenoya es una localidad española del municipio de Las Palmas de Gran Canaria, en la comunidad autónoma de Canarias. Forma parte del distrito Tamaraceite-San Lorenzo-Tenoya. En 2017 contaba con 6178 habitantes.

## Historia
Se tienen noticias de Tenoya desde antes de la conquista de la isla de Gran Canaria, ya que es nombrado su nombre en las diferentes crónicas de la misma en varias ocasiones. 
También se dice que es el pueblo de las brujas ya que ha habido muchas situaciones inexplicables 
Era uno de los barrios aborígenes, y en el barranco de este barrio tuvieron lugar diferentes hechos que han quedado grabados en la historia de Gran Canaria en particular y de las Islas Canarias en general. En concreto nos referimos a una agarrada (lucha) entre dos canarios (Gariragua y Adargoma) quienes por un conflicto entre ganados y pastos, terminan en una "lucha canaria" para dirimir sus diferencias.
También debemos destacar las dos batallas entre castellanos y canarios desarrolladas en los lomos de este secular barrio. En la primera, tras una incursión castellana en búsqueda de víveres a la zona de la selva de Doramas, cuando vienen de regreso al campamento del Real de Las Palmas se encuentran con una emboscada en la que milagrosamente consiguen sobrevivir unos pocos, huyendo por los llanos de Tamaraceite.
En la segunda batalla, la suerte estuvo de cara de los conquistadores y son estos los que consiguen dar un importante paso en la conquista, pues es la batalla de la muerte del caudillo aborigen Doramas, o bien en la ciudad de Arucas o en los alrededores del barrio de Tenoya.
A lo largo de su dilatada historia, ha pertenecido a tres municipalidades diferentes. Desde el año 1515, año en que se erige la parroquia fue barrio de Arucas, el núcleo poblacional del barrio de Tenoya, en aquellos años muy importante barriada, se englobaba en el territorio aruquense.
Con posterioridad, desde 1681 hasta el día 1 de enero de 1940, Tenoya, forma parte del extinto municipio de San Lorenzo del que llegó a ser uno de los tres principales asentamientos considerados barrios en la actualidad, hoy pertenecemos al municipio de Las Palmas de Gran Canaria, siendo fronterizo con el municipio de Arucas.

## Arquitectura
Hay que destacar los túneles de Tenoya (tanto el viejo como el nuevo), los puentes (tanto el viejo como el nuevo), la iglesia con su centro parroquial y su torre, el cementerio parroquial, la centenaria ermita, además de los elementos etnográficos relacionados con el agua que en todos los rincones de Tenoya destacan: acequias, cantoneras, estanques, presas. pilares, etc.
En el barrio existe una centenaria ermita en su casco antiguo, estando situada la moderna iglesia edificada en las décadas de 1960-70 a la vera de la antigua carretera del norte que lo atraviesa, en la zona denominada Lomito del barrio de Tenoya o Lomo Chico.
El antiguo túnel de Tenoya (hoy peatonal) es un túnel casi bicentenario que fue construido a mediados del siglo XIX para comunicar a la capital con el norte de la isla. A pesar de la construcción de un nuevo y moderno túnel paralelo al antiguo en el barrio, la vieja carretera del norte que lo atraviesa, ya no tiene tanto tráfico debido a la construcción de la Circunvalación capitalina. En la vieja vía, también se encuentra el viejo puente de Tenoya, que fue dinamitado durante la Guerra Civil. Aún en el actual puente se pueden apreciar las obras que realizaron para su reconstrucción.

## Festividades
La principal festividad es el 25 de marzo, día en que conmemora la advocación de la Encarnación de nuestro Señor, aunque durante años la advocación de este barrio fue la de San Pedro a quien edificaron sus habitantes una ermita de la que hay datos desde comienzos del siglo XVII. Actualmente este barrio suburbial, existente antes de la conquista de la isla celebra las fiestas populares el 15 de agosto, ya que durante años se ha trasladado a esa fecha debido a la benignidad de las fechas estivales.
Por supuesto no podemos olvidar la Semana Santa tenoyera con su "Quema del Judas" tradición rescatada a principios del siglo XXI y las alfombras del Corpus del barrio, en donde no sólo los pagos de la parroquia, sino visitantes de multitud de barrios limítrofes la visitan.